# 센텀초등학교
센텀초등학교는 대한민국 부산광역시 해운대구 재송1동에 있는 공립 초등학교이다.

## 학교 연혁
- 2006년 3월 1일 - 초대 조영신 교장 취임, 27학급 개교
- 2006년 9월 1일 - 31학급 편성 (1,151명)
- 2007년 2월 21일 - 제1회 졸업식 (190명)

## 학교 상징
- 교목(校木) - 소나무
- 교화(敎化) - 철쭉
- 5학년 5반